# Ulea yesensis
Ulea yesensis är en bladmossart som beskrevs av Bescherelle och Iishiba 1929. Ulea yesensis ingår som enda art i släktet Ulea och familjen Rhachitheciaceae. Inga underarter finns listade i Catalogue of Life.